# Candiareng
Candiareng is een bestuurslaag in het regentschap Batang van de provincie Midden-Java, Indonesië. Candiareng telt 2655 inwoners (volkstelling 2010).